# Гусєв Сергій Євгенійович
Гусєв Сергій Євгенійович (* 1 липня 1967, Одеса) — український футболіст, нападник. Гравець збірної України. Останній в історії найкращий бомбардир першої ліги СРСР (1991), найкращий бомбардир чемпіонату України 1992/93.

## Спортивна біографія
Вихованець футбольної школи «Чорноморця» і тренерів Г. І. Бурсакова та І. В. Іваненко. В дублюючий склад «Чорноморця» потрапив у 1984 році. Після військової служби в одеському СКА повернувся в «Чорноморець», за який в 1988—1991 роках зіграв 39 матчів і забив 3 голи у вищій лізі СРСР. Виступав за майже всі збірні СРСР, різних вікових категорій, де вважався одним з найперспективніших нападників колишнього Радянського Союзу.
На початку сезону 1991 року перейшов в тираспольский «Тилігул», де забив за сезон 25 голів і переміг в суперечці бомбардирів першої ліги.
У 1992 році повернувся в «Чорноморець» і в сезоні 1992/93 з 17 голами став найкращим бомбардиром чемпіонату України
Після цього виїхав за кордон, грав в клубах Туреччини, Ізраїлю, Росії, Молдови. Кар'єра за кордоном у Гусєва склалася не зовсім так, як бажав того футболіст та очікували спеціалісти.
Завершував кар'єру в аматорському клубі «Сигнал» (Одеса), за який виступав до 2003 року.
За збірну України зіграв 5 матчів. Дебют 24 квітня 1992 року в товариському матчі зі збірною Угорщини.

## Титули та досягнення
- Володар Кубка Федерації футболу СРСР: 1990
- Володар Кубка України: 1992
- Володар Кубка Ізраїлю: 1995/1996
- Бронзовий призер чемпіонату України: 1992/1993
- Найкращий бомбардир першої ліги чемпіонату СРСР: 1991
- Найкращий бомбардир чемпіонату України: 1992/1993